# 草祭
『草祭』（くさまつり）は、恒川光太郎の短篇小説集。5作の短篇から構成され、いずれも「美奥（びおく）」という名の田舎町を舞台にしている。時系列は収録順とは異なり、美奥がかつて「春沢」と呼ばれていた時代の「くさのゆめものがたり」が最古である。また4作で現れる「太鼓腹のおじさん」を始め、複数の作品に違う年齢で登場する人物がいる。

## 収録作品
「けものはら」（初出：『小説新潮』2007年6月号）
初夏の夜、美奥第二中学校三年生のぼく、持田雄也の元に同級生の椎野春の父親から電話がかかってきた。春が昨日外に出かけたきり帰って来ないと言う。春はどこに行ったのか。僕の脳裏に小学五年生の時に春と発見した藤森団地近くの野原＜けものはら＞が浮かんだ。藤森団地からの帰り道、用水路脇の隘路を歩いていたぼくと春は四方を垂直の崖に囲まれた円形の野原を発見した。そこには廃屋、楡の木、柳の木、池のような大きな水たまりがある他、中央には太い注連縄がしてある卵型の大きな岩があった。
電話がかかってきた翌日の放課後、ぼくが四年ぶりに＜けものはら＞に行くとそこに春がいた。楡の木の近くで女の死体を発見して驚くぼくに春はそれは自分の母親だと答えた。
「屋根猩猩」（初出：『小説新潮』2007年9月号）
私、藤原美和は幼き日の初秋に名も知らぬ男の子から町を守る獅子舞の話を聞かされてから、秋になると毎年獅子舞の夢を見るようになった。
十七歳の九月、私は森が丘高校からの帰り道にある尾根崎公園でタカヒロという名の怪しい少年に出会った。瓦屋根の古い木造家屋が立ちならび、屋根の上に猩猩像を乗せる風習が残っている尾根崎地区に住む彼はある晩、夢枕に現れた猩猩によって守り神に指名されたという。守り神は住んでいる人々に対してささやかな手助けをするのが仕事で、その代りに住民から無償の保護を受けることが出来る。ファミレスでタカヒロと話していた私は、いつも嫌がらせをしてくるクラスの女子三人組にからまれる。
「くさのゆめものがたり」（初出：『小説新潮』2007年12月号）
私は幼いころから山歩きの達人である叔父とともに山を渡り歩いて過ごしてきた。叔父は私に様々な毒や薬の作り方を教えてくれたが、私はクサナギという薬を作るのに使うオロチバナという花に強い印象を受けた。
ある日、叔父を殺してしまってから言葉を失った私はリンドウという名の旅の僧侶に拾われる。テンと名付けられた私はリンドウの里である春沢の寺で暮し、彼の娘である絹代と孫である花梨とも親しくなった。しかし、近くの山には武家崩れの山賊たちが住んでいた。
「天化の宿」（初出：『小説新潮』2008年3月号）
夏、不仲な両親が喧嘩を始めた家から飛び出した私、望月祐果は見つけた小さな線路沿いに森を歩いていたところ、タッペイとコウヘイという名の着物姿の双子の男の子に出会い、彼らの家に案内された。清冽な水を湛えた泉のそばの古い民宿を思わせる民家のおばさんは私に苦解きを勧めた。苦解きは心に根をはった苦しみを解くものであり色々な方法があるが、私には苦解き盤と絵が描かれた数十枚のカードで全九局行う＜天化＞というゲームが良いと言う。親分と呼ばれる太鼓腹のおじさんが私の相手になってくれた。頭の中に森羅万象が広がるような＜天化＞の世界にのめりこむうちに、私は中学一年の冬にアミさんという年上の女の子との間に起きた辛い出来事を思い出してゆく。
「朝の朧町」（初出：『小説新潮』2008年6月号）
私、香奈枝は美奥で五歳になる娘・愛と暮らしているが、七年前までは違う街で長船さんという五十近くの男性と同居していた。
長船さんの故郷は山をいくつか越えた先にある美奥であり、私は彼の口から語られる美奥に魅力を感じていた。彼は自分は町を持っていると言い、ある早朝、私はその不思議な町に導かれる。その町では、長船さんに招待された住人の心の影響を受けて、街並みや現れる人々が変化するのだった。少年の頃、実家の庭にあったプレハブ小屋で模型の町作りに熱中していた長船さんは学校帰りに登った山で鴉が落としていった中に青空がある碧い球を拾った。それ以来、その中の荒野に町を作る力を手に入れたという。

## 書誌情報
- 単行本 - 2008年11月20日刊行、新潮社 ISBN 978-4-10-313041-3
- 文庫本 - 2011年4月26日刊行、新潮文庫 ISBN 978-4-10-135131-5